# Джорджес (река)
Джо́рджес (англ. Georges River) — река в Австралии, протекающая по штату Новый Южный Уэльс.
Своё название река получила по приказу Артура Филлипа в честь правившего тогда короля Георга III. Первыми европейцами, исследовавшие реку, были Джордж Басс и Мэтью Флиндерс в 1795 году.
Длина — 96 км, площадь бассейна — 960 км². Истоки реки находятся в районе шахтёрского городка Аппина на высоте 350 м над уровнем моря. Река протекает преимущественно в северном направлении через Кемпбеллтаун, юго-западный пригород Сиднея. В Ливерпуле она поворачивает на восток, протекая по южным районам Сиднея в восточном и юго-восточном направлениях, после чего, образуя мощный эстуарий, впадает в западную часть Ботанического залива.
Крупнейшие притоки: Кабраматта-Крик, Проспект-Крик, Солт-Пан-Крик и Воронора.
На некоторых участках вдоль реки образован национальный парк Джорджес-Ривер.